# Secondhand Rapture
| Recensione | Giudizio |
| ---------- | -------- |
| AllMusic   |          |

Secondhand Rapture è il primo album discografico in studio del gruppo musicale statunitense MS MR, pubblicato nel maggio 2013.

## Tracce
1. Hurricane – 3:46
2. Bones – 4:15
3. Ash Tree Lane – 3:13
4. Fantasy – 3:28
5. Dark Doo Wop – 2:53
6. Head Is Not My Home – 3:33
7. Salty Sweet – 3:12
8. Think of You – 3:26
9. Twenty Seven – 3:39
10. BTSK – 3:27
11. No Trace – 3:16
12. This Isn't Control – 3:58

## Singoli
- Hurrican (10 giugno 2012)
- Fantasy (8 marzo 2013)
- Think of You (5 agosto 2013)

## Formazione
- Lizzy Plapinger - voce
- Max Hershenow - programmazione

## Classifiche
| Classifica (2013)                   | Posizione raggiunta |
| ----------------------------------- | ------------------- |
| ARIA Charts (Australia)             | 22                  |
| Media Control Charts (Germania)     | 36                  |
| Official Albums Chart (Regno Unito) | 65                  |